# الصومعة (لودر)

تعديل مصدري - تعديل

الصومعة هي إحدى قرى عزلة زارة بمديرية لودر التابعة لمحافظة أبين، بلغ تعداد سكانها 166 نسمة حسب تعداد اليمن لعام 2004.